# Gameplay
Gameplay (engelska för spelupplevelse, spelkänsla, spelupplägg, spelmekanik, spelsätt, spelstil, speltyp eller spelsystem) är en datorspelterm för en spelares totalupplevelse av ett datorspel.